# Donald Alarie
Pour les articles homonymes, voir Alarie.
 (juillet 2025).
Si vous disposez d'ouvrages ou d'articles de référence ou si vous connaissez des sites web de qualité traitant du thème abordé ici, merci de compléter l'article en donnant les références utiles à sa vérifiabilité et en les liant à la section « Notes et références ».
Donald Alarie est un écrivain, enseignant et poète québécois né à Montréal en 1945.

## Biographie
Il fait ses études à la faculté des lettres de l'Université de Montréal. Il devient ensuite professeur au Cégep de Joliette de 1971 à 1997.
Il a collaboré à plusieurs revues, dont Moebius, Liberté, Le Sabord, Combats, Estuaire, Brèves littéraires, XYZ et La Poésie au Québec.

## Œuvre

### Romans
- 1977 - La Rétrospection, ou, Vingt-quatre heures dans la vie d'un passant', éd.Pierre Tisseyre
- 1983 - La Vie d'hôtel en automne, éd. Pierre Tisseyre
- 1999 - Tu crois que ça va durer?, éd. XYZ
- 2008 - David et les autres, éd. XYZ
- 2010 - Thomas est de retour, éd. XYZ
- 2011 - J'attends ton appel, éd. XYZ

### Recueils de nouvelles
- 1979 - La Visiteuse,éd. APLM
- 1980 - Jérôme et les mots, éd. Pierre Tisseyre
- 1986 - Un homme paisible, éd. Pierre Tisseyre
- 1995 - Les Figurants, éd. Pierre Tisseyre
- 2004 - Au café ou ailleurs, éd.XYZ
- 2006 - Au jour le jour, éd. XYZ
- 2016 - Le Hasard des rencontres (nouvelles), éd. La Pleine Lune
- 2017 - Puis nous nous sommes perdus de vue, éd. La Pleine Lune
- 2021 - Sa valise ne contient qu'un seul souvenir, novella, éd La Pleine Lune
- 2024 - Tous ces gens que l'on croise, nouvelles, éd La Pleine Lune

### Poésie
- 1987 - Petits Formats, éd. Écrits des Forges
- 1990 - La Terre comme un dessin inachevé, éd. Écrits des Forges
- 1990 - Au cru du vent, éd. Écrits des Forges (avec Bernard Pozier)
- 1993 - Parfois même la beauté, éd. Écrits des Forges / Le Dé bleu
- 1997 - Ainsi nous allons, éd. Écrits des Forges
- 1999 - Avec notre fragilité ordinaire, éd. Écrits des Forges / Grand Océan
- 2002 - Cinéma urbain,  éd.Écrits des Forges
- 2006 - Todo está perdido, todo se vuelve a encontrar/ Tout est perdu, tout est retrouvé, éd. Écrits des Forges
- 2010 - J'admets que cela est éphémère, éd. Écrits des Forges
- 2012 - En souvenir d'eux, éditions Le Murmure
- 2014 - À domicile, éd. Écrits des Forges
- 2018 - Arpenteur du quotidien, Écrits des Forges
- 2020 - Ce nouveau territoire de ma vie ou La beauté du doute, en version numérique (chez l'auteur)
- 2023 - Paysages intérieurs, poésie (en collaboration avec le sculpteur François Lauzier), Éd. Bell'Arte
- 2024 - Nuances de la saison, poésie, Écrits des Forges, 2024.

### Littérature d'enfance et de jeunesse
- 1992 - Comme un lièvre pris au piège, éd. Pierre Tisseyre

### Essai
- 2010 - Comme on joue du piano, éd.Trois-Pistoles

## Honneurs
- 1978 - Prix Gibson
- 1980 - Prix Jean-Béraud-Molson pour Jérôme et les mots
- 1987 - Prix littéraire Marcel-Panneton
- 2006 - Prix à la création artistique du Conseil des arts et des lettres du Québec pour la région de Lanaudière
- 2011 - Intronisé au Temple de la renommée des arts de Lanaudière
- 2023 - Prix international du livre d'artiste Saint-Deny-Garneau 2023 (en collaboration avec le sculpteur François Lauzier).
- 2024 - Médaille du Cercle d'excellence Barthélemy-Joliette.